# Kategoria e Parë 1961
Die Kategoria e Parë 1961 (sinngemäß: Erste Liga) war die 24. Austragung der albanischen Fußballmeisterschaft und wurde vom nationalen Fußballverband Federata Shqiptare e Futbollit ausgerichtet. Es war die letzte Spielzeit, die innerhalb des Kalenderjahres ausgetragen wurde.

## Saisonverlauf
Die Liga umfasste wie im Vorjahr zehn Teams. 1960 war Lokomotiva Durrës aus der Kategoria e Parë abgestiegen. Für 1961 stieg Traktori Lushnja auf. Titelverteidiger war KS Dinamo Tirana.
Die Meisterschaft wurde in einer regulären Spielzeit mit Hin- und Rückrunde ausgetragen. Jedes Team trat zwei Mal gegen jede andere Mannschaft an. Die beiden Tabellenletzten stiegen in die damals noch zweitklassige Kategoria e dytë ab. Der Meister zog in den Europapokal der Landesmeister ein. Die nächste Spielzeit der Liga begann wegen der Umstellung auf den jahresübergreifenden Spielryhtmus erst Mitte 1962.
Insgesamt fielen 243 Tore, was einem Schnitt von 2,6 Treffern pro Partie entspricht. Torschützenkönig mit 17 Treffern wurde zum zweiten Mal in Folge Panajot Pano vom FK Partizani Tirana.
Nach Abschluss der regulären Spielzeit lagen Partizani Tirana und Titelverteidiger Dinamo Tirana punktgleich an der Spitze. Da auch der direkte Vergleich unentschieden geendet hatte, mussten beide ein Entscheidungsspiel um die Meisterschaft bestreiten. Zum zweiten Mal in Folge belegte 17 Nëntori Tirana dahinter den dritten Rang, allerdings schon mit sieben Punkten Rückstand. Auf Rang vier kam Labinoti Elbasan ein, Fünfter wurde Flamurtari Vlora. Skënderbeu Korçë und Besa Kavaja sicherten sich mit drei Zählern Vorsprung ebenso den Klassenerhalt wie Neuling Traktori Lushnja. Mit nur einem Punkt Abstand auf das rettende Ufer lag Vllaznia Shkodra auf dem ersten Abstiegsrang. Letzter wurde Tomori Berat. Doch kurzfristig durften die beiden eigentlich abgestiegenen Klubs doch in der Liga bleiben, weil der albanische Fußballverband beschloss, die Spielklasse für 1962/63 auf zwölf Mannschaften aufzustocken.

## Vereine
| Verein              | Logo                      | Stadt   |
| ------------------- | ------------------------- | ------- |
| KS Traktori Lushnja | Logo von KS Lushnja       | Lushnja |
| Labinoti Elbasan    | Logo KS Elbasani          | Elbasan |
| KS Skënderbeu Korça | Logo Skënderbeu           | Korça   |
| KS Vllaznia Shkodra | Logo FK Vllaznia Shkoder  | Shkodra |
| 17 Nëntori Tirana   | Logo SK Tirana            | Tirana  |
| KS Flamurtari Vlora | Logo Flamurtari Vlora     | Vlora   |
| FK Partizani Tirana | Logo FK Partizani Tirana  | Tirana  |
| KS Dinamo Tirana    | Logo Dinamo Tirana        | Tirana  |
| KS Besa Kavaja      | Logo KS Besa Kavajë       | Kavaja  |
| FK Tomori Berat     | Vereinslogo von FK Tomori | Berat   |

## Abschlusstabelle
| Pl. | Verein                  | Sp. | S  | U | N  | Tore    | Quote | Punkte |
| --- | ----------------------- | --- | -- | - | -- | ------- | ----- | ------ |
| 1.  | FK Partizani Tirana     | 18  | 14 | 2 | 2  | 046:130 | 3,54  | 30:60  |
| 2.  | KS Dinamo Tirana (M, P) | 18  | 14 | 2 | 2  | 041:120 | 3,42  | 30:60  |
| 3.  | 17 Nëntori Tirana       | 18  | 9  | 5 | 4  | 027:180 | 1,50  | 23:13  |
| 4.  | Labinoti Elbasan        | 18  | 8  | 2 | 8  | 023:260 | 0,88  | 18:18  |
| 5.  | KS Flamurtari Vlora     | 18  | 5  | 6 | 7  | 021:260 | 0,81  | 16:20  |
| 6.  | KS Skënderbeu Korça     | 18  | 6  | 3 | 9  | 024:260 | 0,92  | 15:21  |
| 7.  | KS Besa Kavaja          | 18  | 6  | 3 | 9  | 017:240 | 0,71  | 15:21  |
| 8.  | KS Traktori Lushnja (N) | 18  | 3  | 6 | 9  | 016:260 | 0,62  | 12:24  |
| 9.  | KS Vllaznia Shkodra     | 18  | 4  | 3 | 11 | 010:260 | 0,38  | 11:25  |
| 10. | FK Tomori Berat         | 18  | 3  | 4 | 11 | 015:430 | 0,35  | 10:26  |

| (M) | amtierender albanischer Meister     |
| (P) | amtierender albanischer Pokalsieger |
| (N) | Neuaufsteiger                       |

## Kreuztabelle
| 1961                | FK Partizani Tirana | KS Dinamo Tirana | 17 Nëntori Tirana | Labinoti Elbasan | KS Flamurtari Vlora | KS Skënderbeu Korça | KS Besa Kavaja | Traktori Lushnja | KS Vllaznia Shkodra | FK Tomori Berat |
| FK Partizani Tirana |                     | 3:1              | 2:2               | 2:0              | 2:1                 | 2:0                 | 4:1            | 4:0              | 3:0                 | 6:0             |
| KS Dinamo Tirana    | 2:1                 |                  | 2:0               | 6:0              | 4:2                 | 7:2                 | 3:0            | 2:0              | 3:0                 | 3:1             |
| 17 Nëntori Tirana   | 2:2                 | 0:1              |                   | 3:1              | 2:1                 | 3:1                 | 1:0            | 2:0              | 1:2                 | 3:0             |
| Labinoti Elbasan    | 1:0                 | 0:1              | 1:3               |                  | 2:1                 | 2:0                 | 2:0            | 2:1              | 1:0                 | 6:1             |
| KS Flamurtari Vlora | 1:2                 | 2:1              | 1:1               | 2:1              |                     | 0:1                 | 3:2            | 2:2              | 2:1                 | 1:1             |
| KS Skënderbeu Korça | 1:2                 | 1:1              | 1:2               | 3:1              | 3:0                 |                     | 0:0            | 1:0              | 2:0                 | 6:0             |
| KS Besa Kavaja      | 0:2                 | 0:1              | 0:1               | 2:0              | 1:1                 | 1:0                 |                | 3:0              | 2:0                 | 2:1             |
| KS Traktori Lushnja | 0:1                 | 0:0              | 0:0               | 1:1              | 0:1                 | 2:2                 | 1:1            |                  | 4:1                 | 3:1             |
| KS Vllaznia Shkodra | 0:2                 | 0:1              | 2:0               | 0:0              | 0:0                 | 1:0                 | 1:2            | 0:2              |                     | 1:0             |
| FK Tomori Berat     | 1:6                 | 0:2              | 1:1               | 0:2              | 0:0                 | 2:0                 | 3:0            | 2:0              | 1:1                 |                 |

## Entscheidungsspiel um die Meisterschaft
Die punktgleichen Tabellenführer Partizani Tirana und Dinamo Tirana lieferten sich in Tirana ein Entscheidungsspiel um den Titel. Doch nachdem es nach zwei Verlängerungen immer noch 1:1 stand, wurde ein weiteres Entscheidungsmatch anberaumt. Doch auch in diesem wollte keine Entscheidung fallen. Erst in der dritten Verlängerung der Partie konnte sich Partizani mit 1:0 durchsetzen und errang damit die achte Meisterschaft. Damit war der Verein wieder alleiniger Rekordmeister des Landes und hatte die Ehre, als erster Klub Albanien im Europapokal der Landesmeister zu vertreten.
|                  | Ergebnis  |                  | Ort    |
| ---------------- | --------- | ---------------- | ------ |
| Partizani Tirana | 1:1 n. V. | KS Dinamo Tirana | Tirana |

|                  | Ergebnis  |                  | Ort    |
| ---------------- | --------- | ---------------- | ------ |
| Partizani Tirana | 1:0 n. V. | KS Dinamo Tirana | Tirana |

## Die Mannschaft des Meisters Partizani Tirana
| 1.                       | Partizani Tirana |
| Logo FK Partizani Tirana | Sulejman Maliqati, Robert Jashari, Kolec Kraja, Lin Shllaku, Tomorr Shehu, Gani Merja, Mico Ndini, Iljaz Dingu, Simon Deda, Pavllo Bukoviku, Panajot Pano, Osman Mema, Mico Papadhopulli, Refik Resmja, Sotir Seferaj, Jonuz Teli, Fatbardh Deliallisi – Trainer: Rexhep Spahiu. |